# راشيل هايوارد
راشيل هايوارد هي ممثلة كندية، ولدت في القرن العشرين في تورونتو في كندا.

## أعمال

### أفلام
- (2002)  هيلسيكر
- (2017) وندر[2]

## وصلات خارجية
- راشيل هايوارد على موقع IMDb (الإنجليزية)
- راشيل هايوارد على موقع ألو سيني (الفرنسية)
- راشيل هايوارد على موقع أول موفي (الإنجليزية)
- راشيل هايوارد على موقع قاعدة بيانات الفيلم (الإنجليزية)
- راشيل هايوارد على موقع كينوبويسك (الروسية)